# Lipaphis pseudobrassicae
Lipaphis pseudobrassicae är en insektsart som först beskrevs av Davis 1914.  Lipaphis pseudobrassicae ingår i släktet Lipaphis och familjen långrörsbladlöss. Inga underarter finns listade i Catalogue of Life.